# Не говори никому (фильм, 2024)
«Не говори никому» (англ. Speak No Evil) — американский психологический триллер ужасов 2024 года режиссёра Джеймса Уоткинса. Ремейк одноимённого датского фильма 2022 года. Главные роли исполнили Джеймс Макэвой, Эшлинг Франчози, Маккензи Дэвис и Скут Макнэйри. Джейсон Блам выступил в качестве продюсера со своей компанией Blumhouse Productions.
Премьера фильма в США состоялась 13 сентября 2024 года.

## Сюжет
Американская пара, Луиза и Бен Далтоны, вместе с 12-летней дочерью Агнес отправляются в отпуск в Италию, где знакомятся с британской семьёй — Патриком, Кирой и их сыном Энтом. По возвращении домой в Лондон, отношения Луизы и Бена обостряются из-за его безработицы и её неверности (хоть до физической измены дело и не дошло). Неожиданно они получают письмо от Патрика и Киры с приглашением провести время на их ферме в Девоне (Англия). Надеясь на улучшение семейных отношений и облегчение тревожного состояния Агнес, семья соглашается на поездку.
По приезде на ферму Далтонов тепло принимают, однако вскоре начинают происходить странные и тревожные события. Пассивно-агрессивное поведение хозяев усугубляет напряжённость, а Луизу особенно беспокоит жестокое обращение Патрика с сыном Энтом, который страдает от редкого заболевания языка, мешающего ему общаться.
Во время ужина Патрик и Кира ведут себя неподобающим образом, что шокирует Далтонов. Посреди ночи Луиза находит Агнес в постели пьяных хозяев дома. Семья решает покинуть ферму, но Агнес, забывшая своего игрушечного кролика Хоппи, убеждает родителей вернуться за ним.
Забрав игрушку, Далтоны сталкиваются с тонкими обвинениями со стороны Патрика и Киры за неожиданный побег гостей. Несмотря на желание уехать, они решают остаться, чтобы избежать конфликта. Однако вскоре напряжение усиливается: Энт, после очередного приступа агрессии со стороны «отца», раскрывает Агнес страшную правду. Он рассказывает, что Патрик и Кира не его настоящие родители, а серийные убийцы, заманивающие семьи в свой дом, чтобы убивать их и грабить, а их детям отрезают язык.
Агнес удаётся предупредить своих родителей, и семья решает спокойно уехать, чтобы не вызвать подозрений. Однако Патрик с Кирой, догадавшись, что их секрет раскрыт, спускают колесо автомобиля Далтонов и забрасывают кролика Агнес на крышу дома, чтобы задержать их.
Уезжая, семья видит, как Патрик бросает Энта в озеро и Бен решает его спасти, но в итоге маньяки захватывают их и вынуждают перевести все деньги с банковских счетов, в то же время готовясь отрезать язык Агнес. В разгар борьбы Далтонам удаётся бежать в дом, где начинается решающая схватка: Луиза убивает одного из сообщников Патрика, а Кира погибает, упав с крыши. Когда кажется, что семья сможет сбежать, Патрик берет под дуло пистолета Агнес, однако девочка вводит ему шприц с кетамином, парализуя его.
В финальной сцене разъярённый Энт камнем избивает Патрика до смерти. После этого семья Далтонов вместе с Энтом покидает ферму. В машине Агнес отдаёт своего игрушечного кролика Энту, который тихо плачет.

## В ролях
- Джеймс Макэвой — Патрик
- Эшлинг Франчози — Кира
- Маккензи Дэвис — Луиза
- Скут Макнэйри — Бен

## Производство
Джеймс Уоткинс напишет сценарий и выступит режиссёром фильма для Blumhouse Productions. Ремейк одноимённого датского фильма 2022 года.
В апреле 2023 года стало известно, что в актёрский состав вошли Джеймс Макэвой и Маккензи Дэвис. В мае 2023 года к актерскому составу присоединился Скут Макнэйри.
Съёмки начались в Хорватии в мае 2023 года.
Премьера фильма была запланирована на 9 августа 2024 года, но перенесена на 13 сентября 2024 года.

## Отзывы и оценки
На сайте Rotten Tomatoes фильм имеет рейтинг 83 % основанный на 198 отзывах, со средней оценкой 6.8/10.
Концовка ремейка вызвала неоднозначную реакцию, поскольку она контрастировала с концовкой оригинального фильма, где антагонисты убили супругов и отрезали язык их дочери, после чего забрали ее к себе. Режиссер и сценарист оригинального фильма Кристиан Тафдруп раскритиковал это изменение, добавив: «Я не знаю, что такого в американцах, но они воспитываются на героических историях, где добро должно победить зло, и эта версия фильма культивирует это».